# Kameyama
Kameyama, född 1249, död 1305, var regerande kejsare av Japan mellan 1260 och 1274.